# Field Songs
Field Songs — пятый сольный альбом американского рок-музыканта Марка Ланегана, изданный в 2001 году.

## Информация об альбоме
В создании альбома, помимо постоянного Майка Джонсона, приняли участие дрязья Ланегана: Бен Шеферд из Soundgarden и Дафф МакКаган (в прошлом Guns N’ Roses, ныне Velvet Revolver), а также его (Ланегана) бывшая жена Венди Рэй Фаулер. По звучанию Field Songs существенно отходит от прошлых работ музыканта. Сохраная старую акустическую обстановку, альбом включает в себя ближневосточные влияния («No Easy Action») и экспериментальные музыкальные композиции («Miracle», «Blues for D»), вызывающие ассоциации с творчеством Тома Уэйтса. Щебнистый и пропитанный джином голос Ланегана на «Don’t Forget Me» и «Fix» компенсируется тонким и деликатным исполнением «Kimiko’s Dream House» и «Pill Hill Serenade», которые возможно являются самыми печальными песнями Марка из всех, когда-либо им созданных.

## Список композиций
| #   | Название             | Продолжительность | Автор(ы)                  |
| --- | -------------------- | ----------------- | ------------------------- |
| 1.  | One Way Street       | 4:18              | Марк Ланеган              |
| 2.  | No Easy Action       | 4:01              | Ланеган, Венди Рэй Фаулер |
| 3.  | Miracle              | 1:58              | Ланеган                   |
| 4.  | Pill Hill Serenade   | 3:27              | Ланеган                   |
| 5.  | Don’t Forget Me      | 3:13              | Ланеган                   |
| 6.  | Kimiko’s Dream House | 5:26              | Ланеган, Джеффри Ли Пирс  |
| 7.  | Resurrection Song    | 3:33              | Ланеган                   |
| 8.  | Field Song           | 2:19              | Ланеган                   |
| 9.  | Low                  | 3:13              | Ланеган                   |
| 10. | Blues for D          | 3:36              | Ланеган, Бен Шеферд       |
| 11. | She Done Too Much    | 1:28              | Ланеган                   |
| 12. | Fix                  | 5:47              | Ланеган, Дафф МакКаган    |

## Участники записи
- Марк Ланеган — вокал, гитара
- Майк Джонсон — гитара, бэк-вокал
- Аллен Дэвис — акустическая гитара, бас-гитара
- Марк Бокуист — ударные
- Бен Шеферд — акустическая гитара, электрогитара, бас-гитара, фортепиано, бэк-вокал
- Крис Госс — синтезатор, бэк-вокал
- Кени Ричардс — фортепиан, ударные, меллотрон
- Дафф МакКаган — ударные, родес-пиано
- Марк Хойт — бэк-вокал
- Марек — фортепиано
- Бретт Нетсон — акустическая гитара
- Билл Рифлин — ударные
- Мартин Фивйер — орган Хаммонда, бэк-вокал
- Джон Анджелло — бэк-вокал